# Jack Haig
Jack Haig, född John Cecil Coppin den 5 januari 1913 i Streatham i London, död 4 juli 1989 i Hampstead i London, var en brittisk skådespelare. Haig är bland annat känd för rollen som Monsieur Roger Leclerc i komediserien 'Allå, 'allå, 'emliga armén.

## Filmografi i urval
- 1965 – The World of Wooster (TV-serie)
- 1966 – The Ghost Goes Gear
- 1967 – Prilliga prelater och präktiga pastorer (TV-serie)
- 1968 – Oliver!
- 1969–1975 – Krutgubbar (TV-serie)
- 1969–1980 – Crossroads (TV-serie)
- 1976 – Den sexglade taxichauffören
- 1980 – I vår Herres hage (TV-serie)
- 1981 – Are You Being Served? (TV-serie)
- 1982–1989 – 'Allå, 'allå, 'emliga armén (TV-serie)